# James Dunbar
James „Jim“ Ralph Dunbar (* 11. Juli 1930 in Crawfordsville, Indiana; † 14. Mai 2018 in The Woodlands, Texas) war ein amerikanischer Ruderer.
James Dunbar war Kadett an der United States Naval Academy in Annapolis und Mitglied des Achters der Akademie. Dieser Achter wurde für die Olympischen Spiele 1952 nominiert. In Helsinki gelangte der US-Achter ungeschlagen ins Finale, dort siegte er mit über fünf Sekunden Vorsprung vor dem sowjetischen und dem australischen Boot. Es war seit 1920 der siebte Olympiasieg in Folge für die amerikanischen Achter.
1955 graduierte James Dunbar in Annapolis und wurde Offizier der United States Air Force. Er war Pilot einer F-105 Thunderchief und flog über 100 Einsätze im Vietnamkrieg. Er wurde mit dem Distinguished Flying Cross und zehnmal mit der Air Medal ausgezeichnet. Er verließ die Air Force in den 1980er Jahren als Oberst.